# Monelytrum
Monelytrum là một chi thực vật có hoa trong họ Hòa thảo (Poaceae).

## Loài
Chi Monelytrum gồm các loài: